# جيمس هنري جيلز
جيمس هنري جيلز (بالإنجليزية: James Henry Gillis)‏ هو ضابط أمريكي، ولد في 14 مايو 1831 في ريدجواي في الولايات المتحدة، وتوفي في 6 ديسمبر 1910 في ملبورن بيتش في الولايات المتحدة.